# 포랑트뤼역
포랑트뤼역(프랑스어: Gare de Porrentruy)은 스위스 쥐라주의 포랑트뤼 시정촌에 있는 기차역이다. 스위스 연방 철도의 표준궤 들레몽-델선과 쥐라철도의 포랑트뤼-본폴선의 서쪽 종점에 있는 중간 정류장이다.

## 운행편

### 들레몽-델선
다음 서비스는 들레몽-델선의 포랑트뤼에서 정차하며 남쪽으로 30분 간격으로 결합된다.
- 레기오익스프레스 : 메루 또는 델 및 빌/비엔역 간 매시간 운행.
- 바젤 S-반 S3 : 올텐까지 매시간 운행.

### 포랑트뤼–본폴선
다음 서비스는 포랑트뤼-본폴선의 포랑트뤼에서 정차
- 레기오 : 본폴까지 매시간 운행